# Фацет

Прямолінійний фацет

Фацет, фацетування (також фасетка, фасет; із фр. facette «грань» від фр. face «обличчя», форма фацет — через нім. Facette) — обробка кромки (фаски) на зовнішньому боці скла, мінералу (при огранюванні) шляхом зрізу його під кутом від 0 до 45 градусів по периметру, зазвичай з метою додавання їм декоративності. Ширина фацета може коливатися до 60 мм. Заломлення світла фацетом під певними кутами зору створює «діамантовий» блиск.
Розрізняють прямий та криволінійний фацет:
- Прямолінійний фацет шириною від 0 до 40 мм може бути виконаний на склі товщиною від 4 до 15 мм; мінімальний розмір деталі — 150×150 мм.
- Криволінійний фацет шириною від 5 до 40 мм може бути виготовлений на склі від 4 до 15 мм; мінімальний розмір деталі — 460×460 мм.

Ширина фаски від 5 до 25 мм.
Фацет може бути також одностороннім і двостороннім. Односторонній фацет виконується на кромці, що проходить уздовж скляного або дзеркального полотна при скошеній бічній грані. Двосторонній фацет використовується на обробленій спеціальним чином з двох сторін скляній або дзеркальної поверхні.
Подвійний фацет робиться шляхом накладення фацетів — спочатку більшого, потім меншого.

## Фацет в інтер'єрі
Зазвичай фацетування використовується для оздоблення дзеркала та урізноманітнення їх дизайні. Як виглядає фацет на дзеркалі і чим таке дзеркало відрізняється від звичайного? Все просто: воно має скошені грані, які заломлюють світло і яскраво виблискують. Фацетування перетворює звичайний елемент інтер'єру в красивий декор.
Дзеркало з фацетом робить кімнату світлішою завдяки більшій кількості відбиваючих площин.